# Communauté de communes du Pays de Saint-Céré
La communauté de communes du Pays de Saint-Céré était une communauté de communes française, située dans le département du Lot et la région Midi-Pyrénées.
Elle a été regroupée à partir du 1er janvier 2015 dans la nouvelle communauté de communes communauté de communes Causses et vallée de la Dordogne (CAUVALDOR).

## Composition
Elle regroupait 13 des 14 communes du canton de Saint-Céré :
| Nom                     | Code Insee | Gentilé          | Superficie (km2) | Population (dernière pop. légale) | Densité (hab./km2) |
| ----------------------- | ---------- | ---------------- | ---------------- | --------------------------------- | ------------------ |
| Saint-Céré (siège)      | 46251      | Saint-Céréens    | 11,33            | 3 503 (2014)                      | 309                |
| Autoire                 | 46011      | Altoirois        | 7,15             | 349 (2014)                        | 49                 |
| Bannes                  | 46017      | Bannois          | 10,11            | 120 (2014)                        | 12                 |
| Frayssinhes             | 46115      | Frayssinhésiens  | 12,15            | 172 (2014)                        | 14                 |
| Latouille-Lentillac     | 46159      | Latillacois      | 11,71            | 230 (2014)                        | 20                 |
| Loubressac              | 46177      | Loubressacois    | 23,75            | 536 (2014)                        | 23                 |
| Saignes                 | 46246      | Saignois         | 3,55             | 79 (2014)                         | 22                 |
| Saint-Jean-Lagineste    | 46339      | Ginestois        | 12,66            | 319 (2014)                        | 25                 |
| Saint-Jean-Lespinasse   | 46271      | Jeannassiens     | 5,99             | 394 (2014)                        | 66                 |
| Saint-Laurent-les-Tours | 46273      | Saint-Laurentais | 10,84            | 914 (2014)                        | 84                 |
| Saint-Médard-de-Presque | 46281      | Saint-Médardans  | 5,29             | 198 (2014)                        | 37                 |
| Saint-Paul-de-Vern      | 46286      | Saint-Pauliers   | 10,84            | 184 (2014)                        | 17                 |
| Saint-Vincent-du-Pendit | 46295      | Saint-Vincentais | 9,24             | 175 (2014)                        | 19                 |
| Ladirat                 | 46146      | Ladiratois       | 8,93             | 105 (2014)                        | 12                 |

La commune de Ladirat a intégré le périmètre de la Communauté de communes du pays de Saint-Céré le 1er janvier 2014.